# Músculo psoas mayor
El psoas mayor es un largo músculo fusiforme localizado lateralmente a la región lumbar de la columna vertebral y la cavidad pélvica. Se une al músculo ilíaco para formar el iliopsoas. En menos del 50% de sujetos humanos el psoas mayor está acompañado por el psoas menor. En ratones, es mayoritariamente un músculo de contracción rápida, de tipo II, mientras que en humanos combina fibras de contracción lenta y rápida.

## Localización

### Origen
El psoas mayor está dividido en una parte superficial y otra profunda. La profunda se origina en los procesos transversos de las vértebras lumbares I-V. la parte superficial se origina en las caras laterales de la última vértebra torácica, vértebras lumbares I-IV, y los tejidos colindantes al disco intervertebral. El plexo lumbar yace entre las dos capas.

### Inserción
Unido con el iliaco, el psoas mayor forma el iliopsoas que está rodeada por la fascia iliaca. El iliopsoas recorre la eminencia iliopública a través de la laguna muscular en su inserción en el trocánter menor del fémur. La bursa iliopectínea yace entre el trocánter menor y la inserción del iliopsoas.

### Inervación
Ramas anteriores de L1 a L4.